# Calamaria nuchalis
Espèce
Statut de conservation UICN

 LC  : Préoccupation mineure
Calamaria nuchalis  est une espèce de serpents de la famille des Colubridae.

## Répartition
Cette espèce est endémique de Sulawesi en Indonésie.

## Description
L'holotype de Calamaria nuchalis mesure 180 mm dont 15 mm pour la queue. Cette espèce a la face dorsale brun sombre avec de petits points ronds noirs. Sa nuque est jaunâtre avec deux grandes taches noires. Sa face ventrale est blanche, chaque écaille ventrale présentant une tache noire à son extrémité.

## Étymologie
Son nom d'espèce, du latin nuchalis, « nuque », lui a été donné en référence à la coloration de sa nuque.

## Publication originale
- Boulenger, 1896 : Descriptions of new reptiles and batrachians obtained by Mr. Alfred Everett in Celebes and Jampea. Annals and Magazine of Natural History, ser. 6, vol. 18, p. 62-64 (texte intégral).